# Pentasomia chromosomu X
Pentasomia chromosomu X, pentasomia X, 49, XXXXX, syndrom XXXXX – bardzo rzadki zespół wad wrodzonych współwystępujący z obecnością trzech dodatkowych chromosomów X w każdej komórce ciała. Dotyka wyłącznie kobiet; wiążą się z nim wyraźne zmiany w fenotypie i upośledzenie umysłowe.
Po raz pierwszy o przypadku wystąpienia pentasomii chromosomu X doniesiono w 1963 roku; opis zredagowali Kesalee i Wooley i zamieścili go w Journal of Pediatrics. Od tamtego czasu stwierdzono około 30 przypadków osób dotkniętych zespołem (stan na 2004). Przyczyna nie jest dokładnie znana, podejrzewa się nondysjunkcję w mejozie. Dodatkowe chromosomy pochodzą prawdopodobnie od matki; możliwe, że ryzyko urodzenia dziecka z tą chorobą wzrasta wraz z wiekiem kobiety.

## Objawy
Część objawów podobna jak w przebiegu zespołu Downa – występuje skośne ustawienie szpar powiekowych, hiperteloryzm i zmarszczka nakątna, do tego upośledzenie umysłowe – IQ w przedziale 20–75; zwykle około 50. Ze względu na to wykonuje się diagnozę różnicową. Prócz tego u osób dotkniętych pentasomią chromosomu X mogą się ujawnić następujące cechy:
W obrębie głowy:

- płaska nasada nosa[2]
- zdeformowane zęby[2], do tego m.in. malokluzja[3]
- mikrocefalia[3]
- deformacje uszu[2]
- rozszczep wargi i podniebienia[3]

Z zewnątrz narządy płciowe dobrze ukształtowane, jednak może pojawić się dysgenezja gonad. Mogą wystąpić inne widoczne symptomy w obrębie budowy układu kostnego i mięśniowego, jak klinodaktylia małego palca lub jego kamptodaktylia, małe dłonie i stopy, krótka szyja, bardzo wyraźna, pozioma linia na dłoni, powstała ze zrostu dwóch linii zwanych potocznie l. serca i l. głowy (single transverse palmar crease), nachodzące na siebie palce, kościozrost kości przedramienia (radioulnar synostosis), wąskie ramiona, metatarsus varus (stopa szpotawa, deformacja, w której dochodzi do przywiedzenia przodostopia). Z wad wewnętrznych występują wady serca i nerek, np. nerka podkowiasta.